# Gojko Đogo
Compléments
- Ancien étudiant de la faculté de philosophie de l'université de Belgrade
- Ancien sénateur de la république serbe de Bosnie
- Membre de l'Académie des sciences et des arts de la République serbe

Gojko Đogo (en serbe cyrillique : Гојко Ђого ; né le 21 novembre 1940 à Vlahovići près de Ljubinje) est un homme politique et poète serbe de Bosnie-Herzégovine. Il est membre de l'Académie des sciences et des arts de la République serbe.
Il est un des fondateurs du Parti démocrate en Serbie. Il a été membre du Sénat de la république serbe de Bosnie.

## Biographie
Né à Vlahovići près de Ljubinje, Gojko Đogo effectue ses études élémentaires dans son village natal puis suit les cours du lycée de Stolac. En 1964, il obtient un diplôme de littérature générale à la Faculté de philosophie de l'université de Belgrade.
Pendant deux ans, il travaille comme journaliste à la revue Duga puis devient rédacteur en chef des activités littéraires et éditoriales de la Maison de la jeunesse de Belgrade (Dom omladine Beograda). Il travaille ensuite dans la maison d'édition DOB et, pour un temps, devient directeur de l'agence éditoriale et littéraire Tačka. Il est l'un des fondateurs et rédacteur en chef du journal Književna reč i Demokratija (Parole littéraire et démocratie).
En 1981, il est arrêté et jugé pour son livre Vunena vremena ; condamné à deux ans de prison, sa peine est ramenée à un an mais il est interdit de publication et d'intervention publique.
En 1997, Gojko Đogo a été élu membre correspondant de l'Académie des sciences et des arts de la République serbe et, en 2004, membre titulaire de cette académie.

## Œuvres
- Tuga pingvina, Vidici, Belgrade, 1967.
- Modrica, Matica srpska, Novi Sad, 1974.
- Kukuta, BIGZ, 1978.
- Vunena vremena, Prosveta, Belgrade, 1982.
- Naša reč, Londres, 1982.
- Izabrane i nove pesme, Filip Višnjić, Belgrade, 1986.
- Crno runo, Prosveta, Belgrade, 2002.
- Grana od oblaka, 2014.

## Récompenses
- Prix des éditeurs associés pour le livre de l'année, 1977.
- Prix Milan Rakić, 2002.
- Prix Branko Miljković, 2002.
- Prix Laza Kostić, 2003.
- Couronne de saint Pierre (Petrovdanski vijenac), 2007.
- Velika Bazjaška povelja, 2010.
- Ogledalo srpsko, 2010.
- Žička hrisovulja, 2012.
- Prix Zmaj, 2014[3].